# Mikrokanonik
Die gesetzmäßigen Zusammenhänge auf kleinen Skalen werden als mikrokanonisch bezeichnet und stehen im Gegensatz zu makrokanonisch.

## Physik
Als Mikrokanonisches Ensemble bezeichnet man ein Ensemble gleicher abgeschlossener thermodynamischer Systeme mit konstanter innerer Energie U, Volumen V und Teilchenzahl N ohne Austausch mit der Umgebung.

## Wirtschaft
Siehe Mikroökonomie.

## Soziales und Justiz
Beschreibt vor allem Zwänge und Rechte innerhalb kleiner Struktureinheiten: z. B. bedeutet eine mikrokanonische Unterhaltspflicht, dass ein Bezieher ausreichender Einkommen als „Versorger“ gesetzlich dazu verpflichtet ist, für den Lebensunterhalt Verwandter verschiedener Art (Kinder, Ehegatten und geschiedene Ehegatten, Eltern ohne Einkommen) aufzukommen. In Gesellschaften mit eher makrokanonischer Versorgungspflicht würde dagegen mehr das staatliche Umverteilungssystem für derartigen Unterhalt aufkommen.